# Van Schuylenburch

Van Schuylenburch is een Nederlands geslacht waarvan een tak sinds 1815 tot de Nederlandse adel behoort.

## Geschiedenis
De stamreeks begint met Roelof Fransz (van Wageningen), burger van Wijk bij Duurstede die daar waard was en in 1617 overleed. Zijn zoon Anthony noemde zich Van Schuylenburch (1590-1657) en was in dienst van de Admiraliteit op de Maze. Zijn kleinzoon Willem (1646-1707) werd bestuurder van 's-Gravenhage.
Bij Koninklijk Besluit van 15 april 1815, no. 17 werd mr. François Pierre Guillaume van Schuylenburch van Bommenede (1787-1818) verheven in de Nederlandse adel waarmee hij en zijn nageslacht het predicaat jonkheer en jonkvrouw mochten dragen.
De enige nog levende mannelijke telg is ongehuwd en heeft geen kinderen waardoor het geslacht op uitsterven staat.

## Enkele telgen

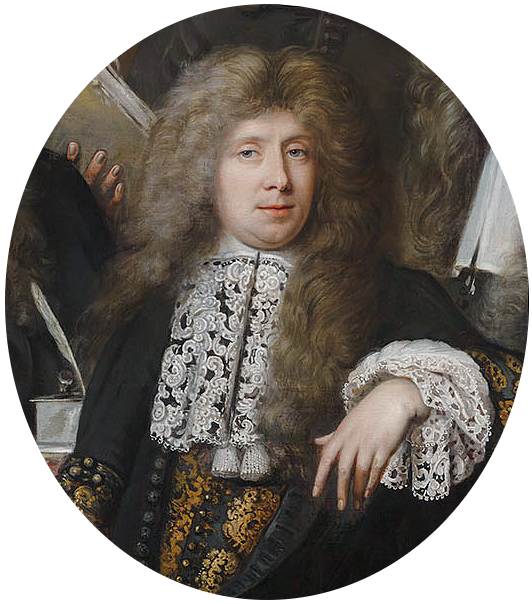
Willem van Schuylenburch (1646-1707), Burgemeester van Den Haag, 1682

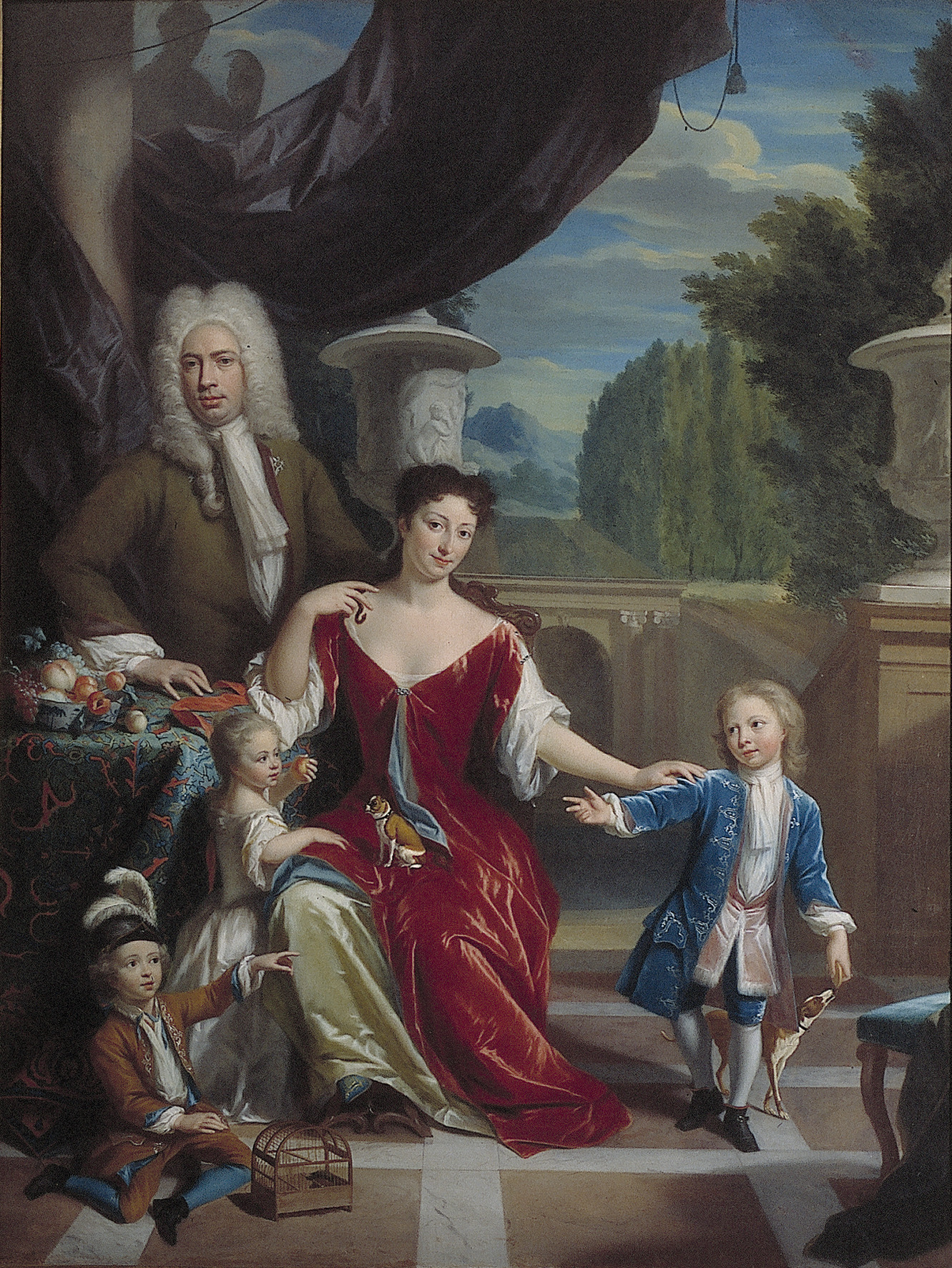
Cornelis van Schuylenburch (1683-1763) met zijn vrouw Martha Catharina Kemp (1694-1729) en hun drie kinderen Willem (1717-1769), Pieter (1718-1786) en Anthonetta (1722-1786), door Philip van Dijk, 1724

Adriaan van Schuylenburch (1614-1692), luitenant
- mr. Willem van Schuylenburch, heer van Duckenburg (1688) en Calslagen (1699) (1646-1707), schepen en burgemeester van 's-Gravenhage, hoogheemraad van Delfland
  - mr. Johannes van Schuylenburch (1675-1735); trouwde in 1697 met Elisabeth de Hochepied (1678-1708) en in 1713 met Cornelia Jacoba Kemp, vrouwe van Moermont en Renesse (1696-1755). Uit zijn eerste huwelijk een niet-adellijke tak
  - mr. Cornelis van Schuylenburch (1683-1763), pensionaris van Zierikzee; trouwde in 1712 met Martha Catharina Kemp, vrouwe van Bommenede (1694-1729), dochter van mr. Pieter Kemp, heer van Moermont en Renesse, en Anna Hoffer, vrouwe van Bommenede
    - mr. Willem van Schuylenburch, heer van Bommenede (1717-1769), gecommitteerde ter Staten-Generaal
      - Cornelia Jacqueline Antoinette van Schuylenburch (1764-1802); trouwde in 1781 met mr. Adriaen Jan van Borssele, heer van Geldermalsen en Kleveskerke (1746-1806)
      - jhr. mr. François Pierre Guillaume van Schuylenburch, heer van Bommenede (1767-1818); trouwde in 1801 met Johanna Philippina van Herzeele, vrouwe van de Ulenpas (door koop) en Wisch (1849, door koop) (1777-1858), lid van de familie Van Herzeele, waardoor Ulenpas en Wisch overgingen naar het geslacht Van Schuylenburch
        - jkvr. Adrienne Marie Jeannette van Schuylenburch (1796-1866); trouwde in 1818 met haar oom mr. Theodorus baron van Herzeele (1781-1866), raadsheer bij de Hoge Raad der Nederlanden
        - jhr. Guillaume François van Schuylenburch, heer van Bommenede (1797-1831)
        - jhr. Etienne Charles François van Schuylenburch, heer van Bommenede (1799-1844)
        - jkvr. Louise Charlotte Jeannette van Schuylenburch 1802-1883); trouwde in 1828 met Antoine Frédéric Gijsbert Gottlob Constantin von Knobelsdorff (1797-1853), kamerheer des Konings; trouwde in 1855 met Gerrit graaf Schimmelpenninck, heer van Nijenhuis (onder Diepenheim) en Peckedam (1794-1863), minister van Buitenlandse Zaken, van Financiën en van Staat
        - jkvr. Jeanne Henriette Gabrielle van Schuylenburch (1806-1878); trouwde in 1828 met Jacob Adriaen Prosper baron van Brakell, heer van Wadenoyen en Doorwerth (1808-1853), kamerheer i.b.d., lid van provinciale staten van Gelderland, lid van de familie Van Brakell
        - jhr. mr. Louis van Schuylenburch, heer van Bommenede en Ulenpas (1808-1880)
          - jhr. mr. Frans van Schuylenburch, heer van Bommenede (1840-1891)
          - jkvr. Johanna Charlotta van Schuylenburch (1843-1891); trouwde in 1864 Godfried Hendrik Leonard baron van Boetzelaer (1842-1914), lid van provinciale staten van Utrecht
          - jhr. Willem Lodewijk van Schuylenburch, heer van Wisch (1845-1902)
            - jhr. mr. Leopold Adolf van Schuylenburch, heer van Bommenede en Ulenpas (1870-1935), burgemeester van Bennebroek en Noordwijkerhout
              - jhr. Leopold Willem Herman van Schuylenburch, heer van Bommenede en Ulenpas (1898-1951)
              - jhr. Frank Lodewijk van Schuylenburch, heer van Bommenede en Ulenpas (1901-1961)

            - jhr. Frank Lodewijk Willem van Schuylenburch, heer van Schuylenburch (1870-1943)
            - jhr. Wigbold Albert Willem van Schuylenburch, heer van Wisch (1872-1945)
              - jhr. Richard Frederik August Wigbold Arthur Wilhelm Ludwig van Schuylenburch (1898-1944)
                - jkvr. Olga Mary Inez van Schuylenburch, vrouwe van Wisch (1927); trouwde in 1949 met jhr. Louis Philippe Vegelin van Claerbergen (1926-2012), bewoners van kasteel Wisch, lid van de familie Vegelin van Claerbergen

              - jhr. Ingolf von Schuylenburch (1899-1964)
                - jhr. Dereck Wigbold Prideaux Frank van Schuylenburch (1938), ontwerper, laatste mannelijke telg van het geslacht

            - jkvr. Woltera Geertruida Irmgard van Schuylenburch (1876-1912); trouwde in 1897 met mr. dr. Willem Isaac Doude van Troostwijk (1868-1957), secretaris-generaal van de Tweede Vredesconferentie van Den Haag, ambassadeur, lid van de familie Doude van Troostwijk
            - jkvr. Elisabeth Anna van Schuylenburch (1880-1957); trouwde in 1901 met mr. Claude Crommelin (1873-1946), gezantschapssecretaris, secretaris-generaal Permanent Hof van Arbitrage, lid van de familie Crommelin; trouwde in 1911 met Willem Lodewijk van Welderen baron Rengers, heer van Oolde (1882-1947), burgemeester van Laren (Gelderland)

          - jhr. Anton Lodewijk van Schuylenburch, heer van Bommenede en Ulenpas (1848-1916)
          - jkvr. Margaretha Nicolasina van Schuylenburch (1852-1930); trouwde in 1873 met mr. Willem Carel baron van Boetzelaer (1845-1934), lid van provinciale staten van Utrecht
- Dionys van Schuylenburch (1653-1734); hieruit een niet-adellijke tak die bestuurders van Gorinchem en Delft voortbracht en in 1847 uitstierf